# Lucille Bogan
Lucille Bogan, född 1 april 1897 i Amory, Mississippi, död 10 augusti 1948, var en amerikansk bluessångerska.
Bogan växte upp i Birmingham, Alabama och har även gjort sig känd under pseudonymen Bessie Jackson.
1927 började hon spela in för Paramount i Grafton, Wisconsin, där hon sjöng in den sång som blev första stora framgång, "Sweet Petunia", till ackompanjemang av Blind Blake. Hon sjöng också in skivor för Brunswick Records, med stöd av Tampa Red.
Skivbolaget Document Records gav ut hennes kompletta inspelningar i en serie.